# Darud
Toni-Vile Henrik Virtanen (rođen 17. jula 1975), poznatiji kao Darud (engl. Darude), finski je DJ i producent zvuka iz Eure, Finska. Počeo je da se bavi muzikom 1995. i objavio je hit singl "Sandstorm" krajem 1999. Njegov debitantski studijski album "Before the Storm" objavljen je 18. septembra 2000. i prodat 800,000 primeraka širom sveta. Takođe je poznat kao predstavnik Finske na Pesmi Evrovizije 2019. sa Sebastijanom Rejmanom.

## Karijera
Vile Virtanen je rođen 17. jula 1975. godine u finskom selu Hinerjoki u Euri. Virtanen je započeo svoju karijeru kao muzičar dok je studirao na Politehnici Turku, praveći muziku koristeći softver za praćenje svog računara. Kako je njegov interes za muzičku produkciju ubrzano rastao, prešao je na ozbiljnije proizvodne tehnike. Dok je bio na zabavi sa kolegama, Virtanen je nekoliko puta zaredom svirao pjesmu "Rude Boy" (koju je napisala švedska umetnica Leila K). To mu je donelo nadimak "Rude Boy", koji se postepeno preobrazio u "Da Rude", a zatim "Darude". Aktivan je na finskoj muzičkoj sceni od 1995. godine, Virtanen je nastavio da proizvodi muziku devedesetih. Počeo je povremeno objavljivati demo snimke na radio stanicama od 1997. godine.
Godine 1999, dao je demo verziju za pesmu "Sandstorm" svom producentu JS16 (Jaakko Salovaara). Virtanen je potpisao ugovor sa kompanijom JS16 16 Inch Records, i ubrzo nakon toga, "Sandstorm" je objavljen kao singl. "Sandstorm" je bio internacionalni hit i držao je prvo mesto na finskoj plesnoj listi sedamnaest uzastopnih nedelja. Nakon što je postao treći singl u Velikoj Britaniji (postajući prvi singl nekog finskog umetnika na toj listi), "Sandstorm" je na kraju bio najveći svetski prodavan 12-inčni singl u 2000. godini.
Njegov prvi nastup uživo bio je 5. decembra 1999. u Tampereu, Finska.
Darudov debitni studijski album „Before the Storm“ producirao je JS16, a sadrži dva remika od JS16. Album sadrži nekoliko singlova, uključujući i "Sandstorm". Drugi singl "Feel the Beat" replicirao je uspjeh "Sandstorma", dostižući broj 1 na ljestvicama singlova u Finskoj i Velikoj Britaniji. "Before the Storm" je prodan u 800.000 primeraka i za njega je Darud dobio tri nagrade Gremi.
Darude je počeo svetsku turneju 2001. godine, objavivši "Before the Storm: Australian Tour Edition". 2002. godine je objavljeno izdanje "Before the Storm: Special Edition". Nakon objavljivanja singlova "Music" i "Next to You" početkom 2003. godine, u julu iste godine, oba singl su uključena na drugi album Daruda, "Rush". Album je dostigao veliki uspeh, a Darud je nakon objavljivanja albuma imao veliku turneju po SAD-u i istočnoj Evropi.
Njegov singl "Tell Me" objavljen je u Finskoj 11. aprila 2007. i "My Game" 19. septembra 2007. "Label This!" je treći studijski album Daruda. Objavljen je 24. oktobra 2007. godine u Finskoj i 27. oktobra u Evropi, a američko izdanje objavljeno je 2008. godine sa dodatkom hita "I Ran (So Far Away)". Album "Label this!" nije ostvario tako veliki uspeh kao prethodna dva albuma.
Darude je nastavio turneju u 2013, nastupajući te godine u Majamiju, a 2014. godine je nastupio u Belgiji. Darudov najnoviji studijski album, "Moments", bio je njegov prvi dugometražni album za osam godina. Ubrzo nakon objavljivanja albuma u septembru 2015, Darude je krenuo na desetodnevnu turneju po Sjedinjenim Američkim Državama i Kanadi.

## Pesma Evrovizije
29. januara 2019. godine je objavljeno da će Darud sa Sebastijanom Rejmanom predstavljati Finsku na Pesmi Evrovizije 2019. godine. Objavili su tri pesme ("Relase me", "Superman" i "Look away") sa kojima su se takmičili na nacionalnom izboru. Finska publika je odabrala pesmu "Look away" za svog predstavnika. Na Evroviziji u Tel Avivu nastupali su u prvom polufinalu u kojem su bili posljednji sa 23 osvojena boda.

## Albumi
- "Before the Storm" (2000)
- "Rush" (2003)
- "Label This!" (2007)
- "Moments" (2015)